# Carphoides setigera
Carphoides setigera är en fjärilsart som beskrevs av Frederick H. Rindge 1958. Carphoides setigera ingår i släktet Carphoides och familjen mätare. Inga underarter finns listade i Catalogue of Life.